# Hellmuth Heye
Hellmuth Guido Alexander Heye (9 de agosto de 1895 - 10 de novembro de 1970) foi um almirante alemão na Segunda Guerra Mundial e político na Alemanha do pós-guerra. Ele foi agraciado com as comendas da  Cruz de Cavaleiro da Cruz de Ferro da Alemanha nazista.

## Carreira naval
Heye se formou no colégio em Berlim no início de 1914 e imediatamente ingressou na Marinha Imperial. De abril de 1939 a setembro de 1940, ele comandou o Heavy Cruiser Admiral Hipper. Enquanto levava seu navio para Trondheim em abril de 1940 para as tropas de invasão por terra (Operação Weserübung), ele encontrou o destróier britânico Glowworm e o afundou. Heye enviou uma mensagem ao Almirantado Britânico por meio da Cruz Vermelha elogiando a bravura do comandante e da tripulação de Glowworm, e isso contribuiu para que o tenente-chefe Gerard Roope recebesse a Cruz Vitória mais antiga da Segunda Guerra Mundial, embora o prêmio só tenha sido concedido em 1945.
Em 1942, Heye foi promovido a vice-almirante e, de setembro a novembro de 1942, comandou o almirante das forças navais alemãs no Mar Negro . De abril de 1944 em diante, ele comandou o almirante das pequenas forças de combate navais, que incluíam minissubmarinos, mergulhadores de combate, etc. Ele recebeu a Cruz de Cavaleiro da Cruz de Ferro em 18 de janeiro de 1941.

## Carreira civil
Depois da guerra, Heye publicou uma série de trabalhos sobre estratégia, história e guerra naval como membro da Equipe Histórica Naval. Posteriormente, ele aconselhou o governo alemão sobre questões relativas ao estabelecimento e organização de um novo exército. Em 1953 juntou-se ao partido de centro CDU (União Democrática Cristã) do chanceler Konrad Adenauer e representou este partido no Parlamento Federal (Bundestag) de 1953 a 1961, eleito pelo distrito de Wilhelmshaven-Friesland.
Em 8/11/1961, o Bundestag elegeu-o por unanimidade como seu Provedor de Justiça Militar (Wehrbeauftragter). No outono de 1964, Heye publicou uma série de artigos no jornal alemão Quick, alertando sobre o risco de os militares alemães mais uma vez se isolarem da sociedade em geral. Isso desencadeou um debate vigoroso e bem formulado entre ele e o Ministério da Defesa. Frustrado com o que percebeu ser um apoio inadequado do Parlamento, Heye renunciou ao cargo em 10 de novembro de 1964.